# 大矢站

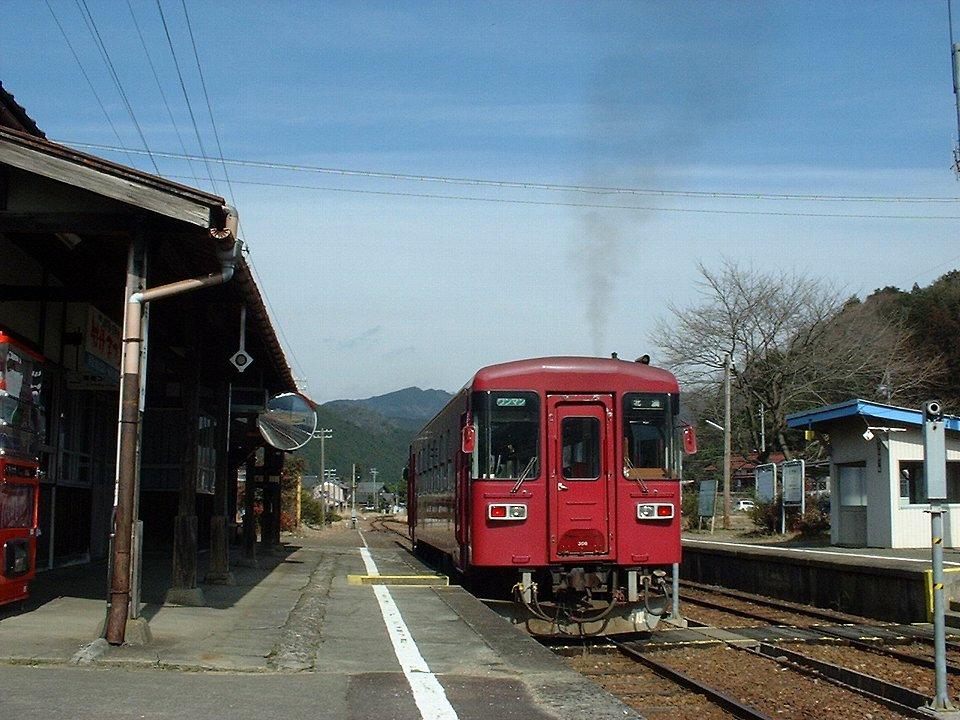
月台(2004年2月)

大矢站（日语：／ Ōya eki */?）是位於岐阜縣郡上市美並町大原，長良川鐵道的越美南線車站。車站編號是19。

## 歷史
- 1927年（昭和2年）10月9日 - 國鐵越美南線 美濃洲原站（現時：母野站）至此站之間開通，此站啟用。當時車站名為美濃下川站[1]。為旅客和貨物車站。
- 1928年（昭和3年）5月6日 - 此站至深戶站之間開通[1]。
- 1974年（昭和49年）10月1日 - 結束貨物起卸業務[1]。
- 1986年（昭和61年）12月11日 - 國鐵越美南線由長良川鐵道接管，成為長良川鐵道車站[1]。同時車站改名為大矢站[1]。
- 2018年（平成30年）8月1日 - 發生2018年7月西日本豪雨，美濃市站至此站之間的信號設備損壞。在重新運作前，該區間需要使用指導通信式閉塞系統，因此此站設置了職員。

## 車站構造
本站是地面車站，設有2面2線相對式月台。此站是無人車站。現時，此站是美濃市站至郡上八幡站之間唯一可進行列車交會的車站。兩月台之間設有站內平交道連接。車站大樓位於下行月台側。在車站大樓內展示了過去曾經使用的鐵路用品和相片。
車站大樓南邊設有廁所（男女分開）。觀光列車「長良」會停靠此站10分鐘，以進行休息和讓乘客前往廁所。

## 使用狀況
| 年度               | 1日平均 乘車人次 | 1日平均 乘車人次 |
| ------------------ | ---------------- | ---------------- |
| 2011年（平成23年） | 15               |                  |
| 2012年（平成24年） | 28               |                  |
| 2013年（平成25年） | 18               |                  |
| 2014年（平成26年） | 21               |                  |
| 2015年（平成27年） | 19               |                  |

## 車站周邊
- 桂昌寺（日语：桂昌寺 (郡上市)）
- 美並南部社區中心
- 美並南部體育館
- 長良川
- 岐阜縣道324號白山美濃線（日语：岐阜県道324号白山美濃線）
- 岐阜縣道325號大原富之保線（日语：岐阜県道325号大原富之保線）
- 國道156號

## 巴士路線
郡上市自主運行巴士
- 美並南路線（每日2往返班次，在盂蘭盆節、年尾、年初除外的星期二、五運行）

## 相鄰車站
長良川鐵道
越美南線
美並子寶溫泉（18）－大矢（19）－福野（20）

## 注腳
1. 1 2 3 4 5 6  曾根悟（監修）. 朝日新聞出版分冊百科編集部（編集） , 编. . 週刊朝日百科. 26号 長良川鉄道・明知鉄道・樽見鉄道・三岐鉄道・伊勢鉄道. 朝日新聞出版. 2011-09-18: 10-11 （日语）.

## 外部連結
- 大矢站｜【官方網站】長良川鐵道株式會社 （页面存档备份，存于）（日語）
- 桂昌寺 （页面存档备份，存于）（日語）